# Greißelbach

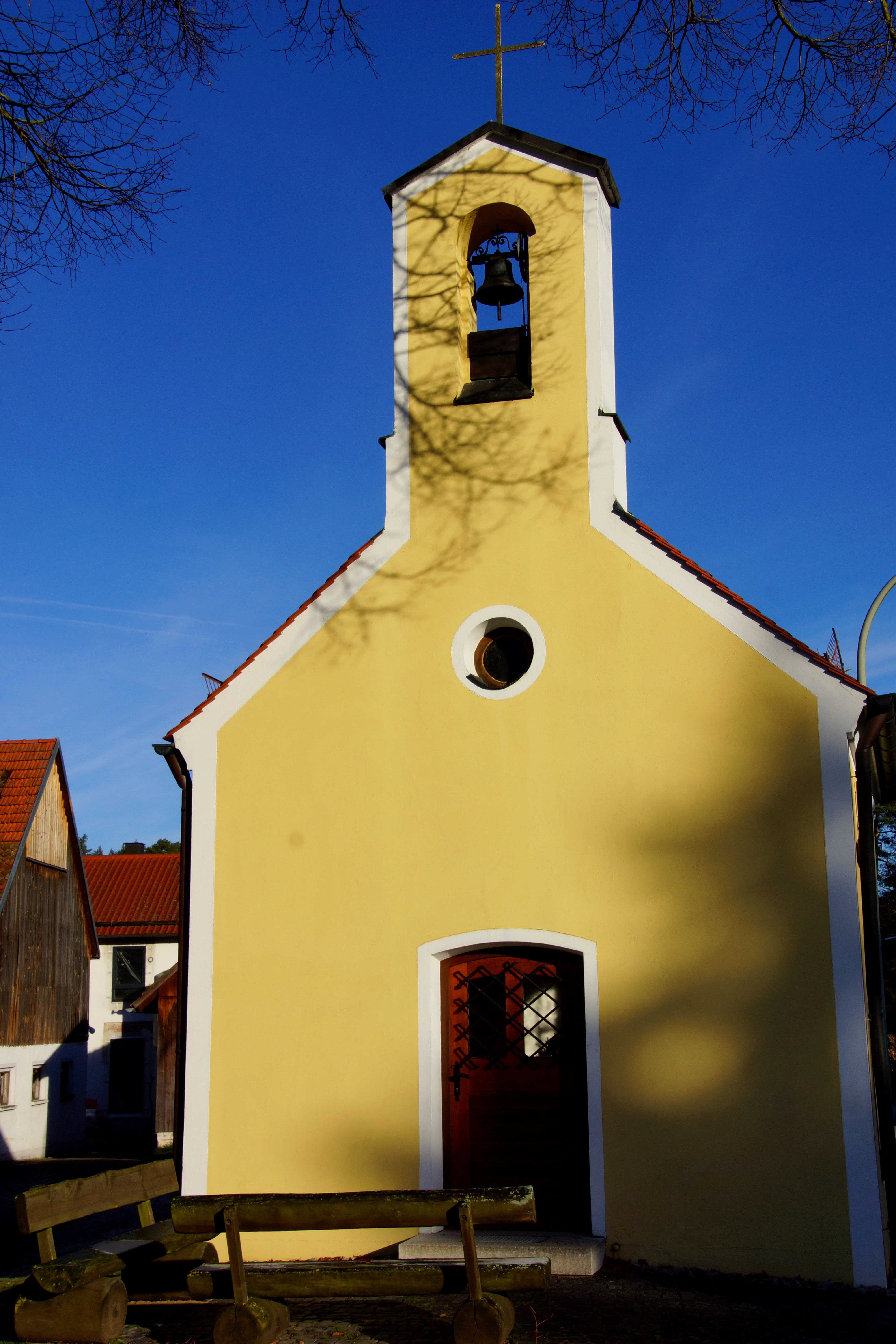
Dorfkapelle in Greißelbach

Greißelbach ist ein Gemeindeteil der Gemeinde Mühlhausen im Landkreis Neumarkt in der Oberpfalz.

## Lage
Das Kirchdorf Greißelbach liegt am Fuße des Oberpfälzer Jura ca. zehn Kilometer von Neumarkt in der Oberpfalz entfernt am Bach Greißelbach auf ca. 426 m ü. NHN. In der Nähe des Orts, allerdings schon auf dem Gebiet der Gemeinde Sengenthal, hat die Baufirma Max Bögl seit 1956 ihren Sitz. Zunächst war dort, nördlich des Dorfes in dem ursprünglich 1250 Tagwerk großen Waldgebiet Schlierferhaide, nur eine Sandgrube für die Baustoffgewinnung. Der Greißelbach entspringt nördlich von Döllwang und fließt in westlicher Richtung dem Wiefelsbach zu und mündet in die Sulz. Südlich von Greißelbach dehnt sich am Stufenhang zur Albhochfläche das circa 700 Tagwerk große Waldgebiet Greißelberg aus.

## Ortsnamensdeutung
Dem Ortsnamen liegt das mittelhochdeutsche griuzzel (Gries) bzw. das althochdeutsche grûz (grober Sand) zugrunde.

## Geschichte
Der Ort ist vermutlich 1181 erstmals und 1192 nochmals mit einem Ortsadeligen „Heinricus de Gruzzilpach“ erwähnt, der dem Kloster Sankt Emmeram in Regensburg Besitz schenkte. Möglicherweise ist das 1361 genannte „Grenzenbach“, wo das St. Klara-Kloster zu Nürnberg einen Hof und eine Hofstatt dem Ritter Hilpolt von Stein veräußerte, identisch mit Greißelbach. 1628 wurde das Dorf aus der um diese Zeit aufgelösten katholischen Pfarrei Tauernfeld nach Döllwang St. Alban umgepfarrt. 1791 stellte die Ortsgemeinde Greißelbach ein Gesuch an das Bistum Eichstätt zur Errichtung einer Ortskapelle; 1878 wurde diese ohne Messlizenz genehmigt und als Marienkapelle erbaut. Am Ende des Alten Reiches, um 1800, bestand der Weiler aus vier Höfen der Unteren Hofmark Berngau; die Ortsgemeinde hatte zudem ein Hirtenhaus. Hochgerichtlich unterstanden die Höfe dem herzoglich-bayerischen Schultheißenamt Neumarkt.
Im neuen Königreich Bayern wurde um 1810 der Steuerdistrikt Döllwang gebildet, dem Greißelbach zugeordnet war. Mit dem Gemeindeedikt von 1818 entstand die Ruralgemeinde Döllwang, die Döllwang, Greißelbach und Wangen umfasste und um 1830 dem Regenkreis, um 1900 dem Bezirksamt Neumarkt des „Regierungsbezirkes Oberpfalz und Regensburg“ angehörte. Es kam dann noch einmal zu einer Änderung der Gemeindezugehörigkeit, denn vor der Gebietsreform in Bayern gehörte Greißelbach mit Wappersdorf, Herrenau, Kanalschleuse 28, Kanalschleuse 29, Kanalschleuse 30, Wangen und Weihersdorf der Gemeinde Wappersdorf an. Diese wurde am 1. Januar 1974 nach Mühlhausen eingemeindet.

### Einwohnerzahlen
- 1830: 047 (7 Häuser)[12]
- 1836: 00? (9 Höfe, 1 Mühle mit einem Mahlgang am Greißelbach)[13]
- 1861: 043 (18 Gebäude)[14]
- 1871: 066 (24 Gebäude; Großvieh: 4 Pferde, 66 Rinder)[15]
- 1900: 050 (10 Wohngebäude)[9]
- 1937: 060[16]
- 1961: 066 (12 Wohngebäude)[11]
- 1970: 097[17]
- 1987: 124 (36 Wohngebäude, 42 Wohnungen)[1]

## Baudenkmäler
Als Baudenkmäler gelten die Ortskapelle von 1878 und das Bauernhaus Nr. 7, ein Wohnstallbau mit Putzbänderung, bezeichnet 1847.

## Anbindung
Der Ort liegt an der Staatsstraße 2220 zwischen Deining-Bahnhof und Greißelbach-Bahnhof.
Bekannt ist Greißelbach vor allem durch den Bahnhof Greißelbach, der jedoch auf Sengenthaler Gemeindegebiet liegt. Dieser wurde 1888 als Abzweigbahnhof in Betrieb genommen, hier zweigte von der Bahnlinie Neumarkt-Beilngries (Sulztalbahn) die zehn Kilometer lange Zweigstrecke Greißelbach-Freystadt (Lerzerbahn) ab. 1991 wurde der Bahnhof Greißelbach aufgegeben und die Gleise demontiert.